# Hyperoodon planifrons
El zifio calderón austral, también conocida como ballena de pico austral (Hyperoodon planifrons) es una especie de ballena, de la familia zifios, uno de los dos miembros del género Hyperoodon. La ballena de pico austral se ha observado en muy pocas ocasiones, rara vez era objeto de caza, y es probablemente la ballena más abundante en las aguas antárticas. La especie fue descrita por primera vez por el zoólogo inglés William Henry Flower en 1882, basado en un cráneo desgastado por el agua que encontró en Lewis Island, en el archipiélago Dampier, Australia Occidental.

## Descripción
Es bastante corpulento y mide 7,5 metros de largo cuando es adulto. Su morro en forma de botella es largo y negro en los machos, pero gris en las hembras. La aleta dorsal es relativamente pequeña (30-38 centímetros) y situada detrás del centro de la espalda. Es encorvado (falciforme). La espalda es de un tono gris medio y su parte inferior más clara.

## Alimentación
El zifio calderón austral se alimenta principalmente de krill, gambas y calamares pequeños.

## Distribución
La ballena de pico del sur tiene una distribución circumpolar en el Océano Antártico. Se encuentra tan al sur como cerca de la Antártida y tan al norte como la costa de Sudáfrica, Nueva Zelanda y llegando hasta el sur de Brasil. La población mundial de esta especie es desconocida.
Los avistamientos de ballenas de pico en aguas tropicales y subtropicales pertenecen a otra especie distinta, el zifio de Longman.